# Hợp Thành, Cao Lộc
Hợp Thành là một xã thuộc huyện Cao Lộc, tỉnh Lạng Sơn, Việt Nam.
Xã Hợp Thành có diện tích 9,72 km², dân số năm 1999 là 2.206 người, mật độ dân số đạt 227 người/km².
Theo thống kê năm 2019, xã Hợp Thành có diện tích 9,72 km², dân số 3.467 người, mật độ dân số đạt 357 người/km².